# Церква Покрови Пресвятої Богородиці (Красівка)
Церква Покрови Пресвятої Богородиці в Красівці — парафія і храм греко-католицької громади Великобірківського деканату Тернопільсько-Зборівської архієпархії Української греко-католицької церкви в селі Красівка Тернопільського району Тернопільської области.

## Історія церкви
Оскільки парафіяни села Красівка перебували під духовною опікою церкви в Дичкові, історія їхньої парафії є відносно новою. У 1991 році вона відокремилася від Дичківської.
Місцевий храм відновлений на місці колишнього костелу. Урочисте освячення якого відбулося на свято Покрови Пресвятої Богородиці 14 жовтня 1992 року. Внутрішній інтер'єр храму розписував тернопільський художник Василь Мітрога.
При парафії діють спільноти «Марійська дружина», заснована у серпні 2004 року, та «Матері в молитві», яка діє з 2007 року.

## Парохи
- о. Тарас Рогач (1992—1996),
- о. Василь Собчук,
- о. Володимир Зарічний,
- о. Василь Михайлишин,
- о. Методій Бучинський,
- о. Володимир Сампара (лютий 2006 — 19 березня 2013),
- о. Олег Леськів (з 19 березня 2013).